# پارک ملی کراسنویارسک
پارک ملی کراسنویارسک (انگلیسی: Krasnoyarsk Pillars) یک پارک ملی در سرزمین کراسنویارسک کشور روسیه است.